# Taquitá
Taquitá é uma canção da cantora brasileira Claudia Leitte, lançada como single em 11 de novembro de 2016. O single foi lançado exclusivamente no Tidal em parceria com a Rolling Stone Brasil.

## Composição
A canção é composição de Claudia Leitte, Tierry Coringa, Samir e Breno Casagrande, sendo produzido pelo produtor estadunidense Paul Salva. Foi gravada em Salvador, Brasil e produzida em Los Angeles, Estados Unidos. Claudia recebeu uma demo da canção enquanto estava no Rio de Janeiro para as gravações das audições às cegas da quinta temporada do The Voice Brasil, onde a cantora finalizou a composição. A produção da canção desde a sua composição demorou cerca de 2 meses para ficar pronta.
A canção fala sobre uma mulher que se diverte, dança e festeja, independentemente do julgamento alheio. "Não acho que é empoderamento, é bem feminino. É mulher, e mulher já é poderosa por natureza", diz Leitte para Julia De Camillo da Rolling Stone Brasil sobre a mulher retratada na música.

## Lançamento
A música foi lançada em 11 de novembro de 2016 na plataforma de streaming Tidal com anúncio exclusivo da Rolling Stone Brasil. Três meses de serviço gratuito foram disponibilizados para quem se cadastrasse na plataforma através da página de Leitte. Uma semana depois, foi lançada para download digital, sendo disponibilizada para outras plataformas de streaming. Foi enviada para as rádios brasileiras no dia 29 de novembro de 2016. Em 26 de dezembro de 2016 foi lançado um CD promocional que inclui uma versão ao vivo de Taquitá gravada no Carnatal, acompanhada de outras 20 faixas do mesmo show.
Em 19 de fevereiro de 2017, o DJ Chris Leão lançou um remix oficial para "Taquitá" junto com o produtor GEMINIX. Em uma nota divulgada para o Blog Houseando, Chris Leão falou sobre a experiência de fazer o remix oficial da canção: "Fiquei muito feliz em ser escolhido juntamente com meu parceiro Geminix pra fazer o remix oficial da nova música de Claudia Leitte que também nos passou a versão acapella e nos deu total atenção. Foi um desafio muito grande, por se tratar de um som bem diferente do que estamos acostumados a tocar/produzir mas acho que conseguimos colocar nossa personalidade na track! É uma vibe totalmente carnaval!!!"

## Performances ao vivo
"Taquitá" foi incluída no repertório da turnê Corazón Tour a partir do dia 20 de novembro de 2016, estreando no show de Leitte no evento "Mega Show Ativa FM" em Lins, São Paulo. Durante a sua participação no Vídeo Show em 8 de dezembro de 2017, Leitte divulgou a canção ao lado dos apresentadores Joaquim Lopes e Susana Vieira. Em 15 de dezembro de 2016, Leitte participou do programa Encontro com Fátima Bernardes, onde fez a primeira performance televisiva de "Taquitá". Em 7 de fevereiro, Leitte retornou ao mesmo programa para apresentar a canção enquanto a apresentadora Fátima Bernardes dançava a coreografia da canção. Em 12 de fevereiro, Leitte participou do quadro "Ding Dong" do Domingão do Faustão, onde apresentou as canções "Exttravasa", "Taquitá" e "Largadinho". Em 17 de fevereiro, Leitte apresentou "Taquitá" ao lado de Ivete Sangalo e do grupo de dança FitDance na Casa Verão TVZ. 
Leitte também apresentou "Taquitá" nos programas Caldeirão do Huck em 18 de fevereiro, no "Bahia Meio Dia" em 20 de fevereiro e no Band Folia no dia seguinte. No primeiro episódio da segunda temporada do Programa do Porchat, Leitte embalou a plateia com "Taquitá". A canção também foi apresentada durante sua participação na final do Big Brother Brasil 17 ao lado dos técnicos do The Voice Brasil. Nos dias 15 e 16 e 17 de abril, Leitte apresentou "Taquitá" nos programas É de Casa, Domingo Show e Bem, Amigos!, respectivamente, nesse último em uma versão acústica.

## Recepção da crítica
"Taquitá" recebeu críticas positivas em geral por críticos e por websites também especializados em música. O portal Metro 1 ressaltou que "apesar de retratar as mulheres, não tem o foco no empoderamento." A revista Quem Acontece definiu o single como uma faixa "ensolarada e com letra superfeminina." Julia de Camillo escrevendo para a Rolling Stone Brasil salientou que a canção tem "sonoridade animada e característica do verão brasileiro."

## Desempenho comercial
No ranking Brasil Regional Salvador Hot Songs da Billboard Brasil, "Taquitá" debutou em primeiro lugar na parada de 5 de fevereiro a 11 de fevereiro de 2017, mantendo o primeiro lugar em sua segunda semana. O videoclipe de "Taquitá" foi o 21º que mais segurou a audiência do programa de videoclipes TVZ, do canal Multishow, em janeiro de 2017.
"Taquitá" ganhou o público no Carnaval de Salvador, sendo uma das músicas mais executadas no trio. Como observado por Daniela Mazzei escrevendo para o Aratu Online, a canção "chegou timidamente e demorou pra pegar na boca do povo", passando a surpreender positivamente no Carnaval. Para a jornalista, a coreografia de "passo simples e 'chiclete', que qualquer despreparado é capaz de fazer" deu um empurrãozinho na canção: "Taquitá passou do posto de 'música azarona' para uma forte candidata a ser a vencedora do prêmio de melhor música do Carnaval 2017." André Uzêda escrevendo para o Aratu Online, a música "saiu de um obscuro anonimato para se consagrar no circuito da festa. A música virou uma espécie de hino gay impulsionado pela força de Cláudia com o público LGBTT."
"Taquitá" foi indicada na categoria de "melhor música do Carnaval" em 8 premiações, vencendo quatro de outras quatro premiações em status pendentes. O Youtube foi o primeiro a premiar a canção, elegendo-a como a melhor música do Carnaval de Salvador. Em 28 de fevereiro de 2017, a Band Folia premiou "Taquitá" como a melhor música do Carnaval. No mesmo dia, "Taquitá" ganhou o título de "música do Carnaval de 2017" da Piatã FM. No dia seguinte, "Taquitá" foi eleita como o hit do Carnaval pelo Portal R7.

## Videoclipe
Em entrevista ao portal Gshow, Leitte revelou que pretende gravar um videoclipe em estúdio no final de novembro com um roteiro baseado na coreografia da canção. Sobre a coreografia, a cantora disse que "queria que o clipe o extrapolasse a dança e não fosse clichê. Acredito que conseguimos uma coreografia nada óbvia e, ainda sim, sensual." O videoclipe foi gravado em 7 de dezembro de 2016 com direção de Mess Santos e Claudia Leitte. Além de dirigir, Leitte foi responsável pela direção de arte do videoclipe. Os figurinos foram desenhados por Leitte em parceria com Yan Acioli e Pedro Gonçalves. No dia 29 de dezembro, o Tidal divulgou o making-of com exclusividade para seus assinantes. O videoclipe foi lançado com exclusividade no TIDAL em 4 de janeiro de 2017. Foi lançado no Vevo e no YouTube em 12 de janeiro de 2017.
No videoclipe, Leitte dança em um galpão abandonado, servindo de referência ao filme Flashdance. Leitte sensualiza durante o videoclipe enquanto intercala com cenas de coreografia inspiradas em ritmos latinos e com a cantora sensualizando para um suposto interesse amoroso.

## Versões
1. "Taquitá" - 3:22[1]
2. "Taquitá (Ao Vivo)" - 3:44[7]
3. "Taquitá (Chris Leão & Geminix Remix)" - 3:42[9]

### CD promocional
A partir do dia 26 de dezembro de 2016, a produção de Claudia Leitte passou a distribuir o álbum promocional Taquitá Ao Vivo. O álbum contém 21 faixas gravados durante o show da Corazón Tour no Carnatal, Natal, Rio Grande do Norte em 2 de dezembro de 2016.
| Lista de faixas |                                         | |         |  |
| N.º             | Título                                  | Compositor(es) | Duração |  |
| 1.              | "Taquitá"                               | Claudia Leitte Tierry Coringa Samir Breno Casagrande                                                                              | 3:44    |  |
| 2.              | "Largadinho"                            | Duller Samir Fábio Alcântara | 3:37    |  |
| 3.              | "Matimba"                               | Duller Alcântara Samir Luciano Pinto Leitte                                                                                       | 3:17    |  |
| 4.              | "Dekolê / Vou Desafiar Você"            | Antenor Heve Jonathan Perry Jean Leonard Tout Puissant Leitte Sapão                                                               | 5:42    |  |
| 5.              | "Cartório"                              | Coringa Magno Sant'Anna | 3:27    |  |
| 6.              | "Eu Gosto"                              | | 2:58    |  |
| 7.              | "Bola de Sabão"                         | Ramon Cruz | 3:14    |  |
| 8.              | "Shiver Down My Spine"                  | Leitte RØMANS Perry | 3:42    |  |
| 9.              | "Is This Love"                          | Bob Marley | 4:07    |  |
| 10.             | "Claudinha Bagunceira"                  | Tatau Xixinho | 3:12    |  |
| 11.             | "Exttravasa"                            | Sérgio Rocha Zeca Brasileiro Adson Tapajós Jean Carvalho                                                                          | 3:40    |  |
| 12.             | "Corazón"                               | Antonio Rayo Gibo Beatriz Luengo Yotuel Romero Raymond Ayala Derrus Rachel                                                        | 4:04    |  |
| 13.             | "We Are One (Ole Ola)"                  | Jennifer Lopez Claudia Leitte Armando C. Perez Thomas Troelsen Daniel Murcia Sia Furler Lukasz Gottwald Henry Walter Nadir Khayat | 2:55    |  |
| 14.             | "Beijar na Boca / Insolação do Coração" | Blanch Roger Tom Carlinhos Brown Michael Sullivan                                                                                 | 7:40    |  |
| 15.             | "Faz Um"                                | Brown Alain Tavares | 3:22    |  |
| 16.             | "Cai Fora / Amor à Prova / Eu Fico"     | Leitte Rocha Pinto Brasileiro Tapajós                                                                                             | 3:55    |  |
| 17.             | "Medo Bobo"                             | Juliano Tchula Maraisa Vinicius Poeta Junior Pepato Benicio Neto                                                                  | 3:41    |  |
| 18.             | "Que Sorte a Nossa"                     | Paula Mattos Fernando Paloni Luiz Paloni                                                                                          | 3:42    |  |
| 19.             | "Me Chama de Amor"                      | Alexandre Peixe Beto Garrido | 2:51    |  |
| 20.             | "Doce Paixão"                           | Cruz | 3:33    |  |
| 21.             | "Amor Perfeito"                         | Sullivan Paulo Massadas Lincoln Olivetti Robson Jorge                                                                             | 2:46    |  |
| Duração total:  | Duração total:                          | Duração total: | 79:01   |  |

## Prêmios e indicações
Lista de prêmios e indicações por "Taquitá".
| Ano  | Premiação                       | Categoria                           | Resultado | Ref.          |
| ---- | ------------------------------- | ----------------------------------- | --------- | ------------- |
| 2017 | Prêmio Youtube Carnaval         | Melhor Música                       | Venceu    | [ 36 ]        |
| 2017 | Troféu Band Folia               | Música do Carnaval                  | Venceu    | [ 37 ]        |
| 2017 | Troféu Bahia Folia              | Música do Carnaval 2017             | Indicado  | [ 49 ]        |
| 2017 | Prêmio iBahia                   | Música do Carnaval 2017             | Indicado  | [ 50 ]        |
| 2017 | Prêmio Piatã FM                 | Música do Carnaval 2017             | Venceu    | [ 38 ] [ 51 ] |
| 2017 | Prêmio R7                       | Hit do Carnaval de Salvador em 2017 | Venceu    | [ 39 ] [ 52 ] |
| 2017 | Prêmio Rádio Sociedade da Bahia | Música do Carnaval 2017             | Indicado  | [ 53 ]        |
| 2017 | Troféu Castro Alves             | Música do Carnaval de Salvador 2017 | Venceu    | [ 54 ]        |

## Desempenho nos charts musicais

### Paradas semanais
| Parada (2017)                                | Melhor posição |
| -------------------------------------------- | -------------- |
| Billboard Brasil Regional Salvador Hot Songs | 1              |
| Billboard Hot Pop Songs                      | 12             |
| Billboard Brasil Regional Recife Hot Songs   | 7              |

## Certificações
| Brasil (ABPD)                      | Ouro | 40.000^ |
| ^ Vendas baseadas em certificação. |      |         |

## Créditos
- Claudia Leitte — vocal, arranjo, vocal de apoio, compositora
- Paul Salva — produtor
- Luciano Pinto — arranjo, teclados, programação, sampler, baixo, midi, bateria, loop, percussão sampleada
- Jimmy Zambela — guitarra
- Gilberto Jr. — trompete
- Tierry Coringa — compositor
- Samir — compositor
- Breno Casagrande — compositor

Arranjo e base gravados no estúdio Ampera Records e vocais gravados no Studio Mosh.

## Histórico de lançamento
| Região | Data                   | Formato(s)       | Gravadora            |
| ------ | ---------------------- | ---------------- | -------------------- |
| Mundo  | 11 de novembro de 2016 | streaming        | Roc Nation Universal |
| Mundo  | 18 de novembro de 2016 | download digital | Roc Nation Universal |
| Brasil | 29 de novembro de 2016 | rádio            | Roc Nation Universal |